# Placozoer
Placozoer (Placozoa) är en stam havslevande djur som består av några få tusen celler och är cirka 2 millimeter långa och som reproducerar sig antingen genom delning eller avknoppning av mängder med individer bestående av multipla celler. De består av två cellager: endoderm och ektoderm. Föda upptas över cellytan efter att celler har utsöndrat enzymer som gör näring upptagbar. 
Det fanns länge enbart en accepterad beskriven art av Placozoa, Trichoplax aedherens, eftersom man inte kunde urskilja några tydliga skillnader. Men baserat på genetiska studier indikerar den genetiska variationen, vilken visar på förekomsten av olika klader att Trichoplax aedherens är ett taxon som troligen omfattar flera olika arter.
År 2018 beskrevs en andra art, Hoilungia hongkongensis, och 2019 beskrevs en tredje art, Polyplacotoma mediterranea.